# Hans Graf von Kanitz
Hans Theodor Friedrich Karl Graf von Kanitz (* 17. November 1893 in Podangen; † 25. August 1968 in Bückeburg) war ein deutscher Generalmajor und Begründer des Sternbriefkreises christlicher Offiziere.

## Leben

### Herkunft und Familie
Hans von Kanitz war Angehöriger der Grafen von Kanitz und wurde als jüngstes von sieben Kindern aus der 2. Ehe des Vaters Hans von Kanitz (1841–1913) mit Marie, geborene Gräfin von Bismarck-Bohlen (1855–1929) geboren. Er vermählte sich 1932 mit Prinzessin Karoline zur Lippe-Biesterfeld (1905–2001), einer Tochter des Fürsten Leopolds IV. von Lippe (1871–1949). Aus der Ehe gingen in den Jahren 1933 bis 1943 sechs Töchter hervor.

### Werdegang
Kanitz erhielt zunächst Unterricht durch einen Hauslehrer, besuchte ab September 1908 das Königliche Wilhelms-Gymnasium in Königsberg und erwarb 1912 die Hochschulreife. Er immatrikulierte sich im Mai selben Jahres noch in Genf für die Rechtswissenschaften und hörte ab November Rechtsgeschichte, Grundzüge des deutschen Privatrechts sowie Bürgerliches Recht an der Albertus-Universität Königsberg.
Bereits 1913 beendete er sein Studium und trat Ende März als Fahnenjunker in das Kürassier-Regiment „Graf Wrangel“ (Ostpreußisches) Nr. 3 der preußischen Armee in Königsberg  ein. Mitte Oktober 1913 avancierte er zum Fähnrich und wechselte Ende Februar 1914 auf schriftliche Bitte der Mutter an Kaiser Wilhelm II. zum 2. Garde-Ulanen-Regiment nach Potsdam. Am 20. Mai 1914 erhielt er mit Patent vom 24. Mai 1912 seine Beförderung zum Leutnant, nahm als Zugführer ab August am Weltkrieg teil und erwarb nach Gefechten bei Auvolais, Schama und Quentin das Eiserne Kreuz II. Klasse. Von Februar 1915 bis Juli 1917 wurde er an der Ostfront, u. a. am Narew, bei Wilna, in Nordkurland und vor Riga eingesetzt. Auch wurde er 1917 durch Fürst Schaumburg-Lippe mit dem Kreuz für treue Dienste ausgezeichnet und stieg zum Oberleutnant auf. Von Juli 1917 bis Februar 1918 war Kanitz Ordonnanzoffizier bei der Heeresgruppe Yıldırım unter dem Kommando Falkenhayn und fand sein Einsatzgebiet Süd- und Mittelpalästina, dem Libanon und Syrien. Noch vor seinem Wechsel an die Westfront im April wurde Kanitz mit dem Eisernem Kreuz I. Klasse und dem Eisernen Halbmond geehrt. Nach seiner Rückkehr zu seinem Regiment nahm er ab Ende Februar als Regimentsadjutant an den Kämpfen in den Vogesen teil und erhielt im Juli 1918 das Österreichische Militärverdienstkreuz III. Klasse mit Kriegsdekoration.
Nach dem Waffenstillstand von Compiègne und der Demobilisierung gehörte Kanitz von Mai 1919 bis Ende Januar 1920 als Ordonnanzoffizier dem Generalkommando des Ostpreußischen Freiwilligenkorps an. Am 1. Februar 1920 wurde er in das Reiter-Regiment 2 der Reichswehr übernommen und stieg Anfang März 1925 zum Rittmeister auf. Ab Oktober 1925 absolvierte Kanitz die Führergehilfenausbildung im Reichswehrministerium, wurde Mitte September 1926 in das 9. (Preußisches) Reiter-Regiment und mit der Ernennung zum Eskadronchef am 1. April 1927 in das 3. (Preußisches) Reiter-Regiment versetzt.
Um 1930 kam für ihn ein erster Kontakt mit dem von General Viebahn begründeten Verband gläubiger Offiziere zustande. Anfang Februar 1931 folgte seine Versetzung als Reitlehrer an die Kavallerie-Schule nach Hannover. Ab Oktober 1932 war Kanitz auf ein Jahr zum Stab des Gruppenkommando 1 nach Berlin kommandiert, um anschließend eine Stellung als Referent im Reichswehrministerium anzutreten. In den Jahren 1935 bis 1937 versah er seinen Dienst als Major beim Wehrbereichskommando IV in Dresden und avancierte Anfang August 1936 zum Oberstleutnant und Adjutanten des Gruppenkommandos 3. Im August 1937 wurde er als Lehrer, später als Leiter der Unteroffizierslehrgänge zur Heeresgasschutzschule, zunächst in Berlin und ab Januar 1939 in Celle kommandiert. Er begründete um 1939 den Sternbriefkreis. Nach seiner Beförderung zum Oberst erfolgte nach dem Beginn des Zweiten Weltkriegs am 26. Oktober 1939 die Ernennung zum Kommandeur der Offizierslehrgänge an der Heeresgasschutzschule. Seit Mitte Februar 1941 war Kanitz mit der Wahrnehmung der Geschäfte als Kommandeur der Heeresgasschutzschule beauftragt, bis er am 1. Oktober 1942 zum Kommandeur ernannt wurde. Anfang Dezember 1942 stieg er zum Generalmajor auf. Kanitz wurde am 8. November 1944 zunächst in die Führerreserve des Oberkommando des Heeres versetzt und am 14. November 1944 (zunächst telefonisch, dann am 15. November 1944 durch das Führerhauptquartier) aufgrund seiner ausgeprägten christlichen Gesinnung, seiner Sternbrieftätigkeit, letztlich der damit verbundenen Gefahr der Zersetzung der Wehrkraft (formal gemäß § 24 Abs. 2b Wehrgesetz 1935) wegen mangelnder Eignung mit sofortiger Wirkung aus dem Dienst der Wehrmacht entlassen und mit einem Verbot zum Tragen seiner Uniform belegt. Am 16. Dezember 1944 verhaftete ihn die Gestapo und inhaftierte ihn im Reichssicherheitshauptamt. Am 2. Februar 1945 wurde er wieder entlassen.
Zu Pfingsten 1945 beging er eine erste Rüstzeit mit ehemaligen Offizieren in Bielefeld-Bethel. Von Januar 1947 bis März 1948 war er in der Kanzlei der Evangelischen Kirche in Deutschland tätig. In dieser Zeit war er mit der Betreuung kriegsgefangener ehemaliger Offiziere beauftragt und arbeitete dabei u. a. auch mit der Kriegsgefangenenhilfe des Weltbundes der CVJM in Genf zusammen. Im Dezember 1948 wurde ihm die Dienstunfähigkeit zu 2/3 amtsärztlich zuerkannt und 1950 hat er Gewährung einer Haftentschädigung erhalten. Ab Mai 1955 war er für die neu entstandene „Christliche Offiziersvereinigung – Korneliusbruderschaft“ tätig.

### Schriften
- Wolfgang Müller (Hrsg.): Sternbriefe des Grafen Kanitz 1939–1944. Delmenhorst 1995, 2. Auflage.